# Nuevo Milenio Valdivia
Nuevo Milenio Valdivia är en ort i Mexiko.   Den ligger i kommunen Mapastepec och delstaten Chiapas, i den sydöstra delen av landet, 800 km sydost om huvudstaden Mexico City. Nuevo Milenio Valdivia ligger 66 meter över havet och antalet invånare är 1 789.
Terrängen runt Nuevo Milenio Valdivia är platt åt sydväst, men åt nordost är den kuperad. Runt Nuevo Milenio Valdivia är det ganska glesbefolkat, med 27 invånare per kvadratkilometer. Närmaste större samhälle är Mapastepec, 9,3 km sydost om Nuevo Milenio Valdivia. Trakten runt Nuevo Milenio Valdivia består till största delen av jordbruksmark.